# Mangaba
Mangaba (Cercocebus) – rodzaj ssaków naczelnych z podrodziny koczkodanów (Cercopithecinae) w obrębie rodziny koczkodanowatych (Cercopithecidae).

## Zasięg występowania
Rodzaj obejmuje gatunki występujące w Afryce.

## Morfologia
Długość ciała (bez ogona) samic 42–59 cm, samców 43,6–73 cm, długość ogona samic 45–68 cm, samców 50–76 cm; masa ciała samic 3,9–8 kg, samców 7,1–12,5 kg.

## Systematyka
Rodzaj zdefiniował w 1812 roku francuski przyrodnik Étienne Geoffroy Saint-Hilaire w artykule poświęconym systematyce ssaków opublikowanym w czasopiśmie Annales du Muséum d’histoire naturelle. Geoffroy Saint-Hillaire wymienił kilka gatunków – Simia sabaea Linnaeus, 1766, Simia atys Audebert, 1797, Simia Aethiops von Schreber, 1774 (= Simia atys Audebert, 1797), Cercopithecus fuliginosus É. Geoffroy Saint-Hilaire, 1803 (= Simia atys Audebert, 1797), Simia aygula Linnaeus, 1758 (= Simia fascicularis Raffles, 1821), Simia sinica Linnaeus, 1771, Cercocebus radiatus É. Geoffroy Saint-Hilaire, 1812 oraz Cercopithecus Cynomolgus Erxleben, 1777 (= Simia hamadryas Linnaeus, 1758) – z których gatunkiem typowym jest Cercopithecus fuliginosus É. Geoffroy Saint-Hilaire, 1803 (= Simia atys Audebert, 1797).

### Etymologia
- Cercocebus: gr. κερκος kerkos ‘ogon’; κηβος kēbos ‘małpa długoogoniasta’[8].
- Aethiops: gr. Αιθιοψ Aithiops ‘Etiopczyk, Murzyn’, od αιθω aithō ‘palić się’; ωψ ōps, ωπος ōpos ‘twarz’[9]. Gatunek typowy: Martin nie wyznaczył gatunku typowego.

### Podział systematyczny
Do rodzaju należą następujące gatunki:
| Grafika | Gatunek                 | Autor i rok opisu   | Nazwa zwyczajowa     | Podgatunki         | Rozmieszczenie geograficzne | Podstawowe wymiary                        | Status IUCN |
| ------- | ----------------------- | ------------------- | -------------------- | ------------------ | --- | ----------------------------------------- | ----------- |
|         | Cercocebus galeritus    | W. Peters, 1879     | mangaba oliwkowa     | gatunek monotypowy | Kenia (płaty lasu nadrzecznego wzdłuż dolnego biegu rzeki Tana i delty rzeki Tana) | brak danych                               | CR          |
|         | Cercocebus agilis       | Milne-Edwards, 1886 | mangaba zwinna       | gatunek monotypowy | południowo-wschodni Kamerun, południowo-zachodnia Republika Środkowoafrykańska, północna Demokratyczna Republika Konga (na północ od rzeki Kongo, od rzeki Ubangi do Lasu Równikowego Ituri i rzeki Semliki), północno-wschodni Gabon (na wschód od rzeki Ivindo) oraz północne Kongo (przez rzekę Sangha) | DC: 44–65 cm DO: 45–76 cm MC: 4,3–10,2 kg | LC          |
|         | Cercocebus chrysogaster | Lydekker, 1900      | mangaba złotobrzucha | gatunek monotypowy | Demokratyczna Republika Konga (Kotlina Konga, na południe i wschód od rzeki Kongo (północną granicą może być rzeka Lulonga, wschodnią prawdopodobnie rzeka Lomami)) | brak danych                               | EN          |
|         | Cercocebus sanjei       | Mittermeier, 1986   | mangaba czubata      | gatunek monotypowy | Tanzania (ograniczony do lasu Mwanihana i wschodnich stoków gór Udzungwa) | brak danych                               | EN          |
|         | Cercocebus atys         | (Audebert, 1797)    | mangaba szara        | gatunek monotypowy | południowo-zachodni Senegal, Gwinea Bissau, zachodnia i południowo-wschodnia Gwinea, Sierra Leone i zachodnie Wybrzeże Kości Słoniowej (wschodnia granica u zbiegu rzek N’zo–Sassandra) | DC: 44–58 cm DO: 52–64 cm MC: 5,6–11,4 kg | VU          |
|         | Cercocebus lunulatus    | (Temminck, 1853)    | mangaba białokarkowa | gatunek monotypowy | wschodnie i północno-wschodnie Wybrzeże Kości Słoniowej (od zbiegu rzek N’zo–Sassandra do rzeki Wolta; być może wymarły na zachód od rzeki Bandama), południowo-zachodnie Burkina Faso i południowo-zachodnia Ghana                                                                                        | DC: 47–73 cm DO: 67–74 cm MC: 3,9–11,8 kg | EN          |
|         | Cercocebus torquatus    | (Kerr, 1792)        | mangaba obrożna      | gatunek monotypowy | niejednolicie w lasach południowej Nigerii, zachodniego Kamerunu, zachodniej Gwinei Równikowej, zachodniego Gabonu, południowo-zachodniego Konga (na południe do Parc national de Conkouati-Douli); niepotwierdzony w Beninie                                                                              | DC: 42–67 cm DO: 46–76 cm MC: 5–12,5 kg   | EN          |

Kategorie IUCN:  LC  – gatunek najmniejszej troski,  VU  – gatunek narażony,  EN  – gatunek zagrożony,  CR  – gatunek krytycznie zagrożony.